# 금구 이씨
금구 이씨(金溝李氏)는 전북특별자치도 김제시 금구면을 본관으로 하는 한국의 성씨이다. 시조는 고려에서 가선대부(嘉善大夫)와 홍문관 대제학(弘文館 大提學)을 지내며 봉산군에 봉해진 이주(李澍)이다.

## 참고 자료
- “금구이씨(金溝李氏)”. 뿌리를 찾아서.[깨진 링크(과거 내용 찾기)]